# Rüdiger Abramczik
Rüdiger Abramczik, nemški nogometaš in trener, * 18. februar 1956, Gelsenkirchen, Zahodna Nemčija.
Za zahodnonemško nogometno reprezentanco je odigral 19 tekem in dosegel 2 gola.